# Bernhard Termath
Bernhard Termath detto Berni (Essen, 26 agosto 1928 – 24 marzo 2004) è stato un calciatore e allenatore di calcio tedesco, di ruolo attaccante.

## Palmarès

### Club

#### Competizioni nazionali
- Campionato tedesco: 1

Rot-Weiss Essen: 1954-1955
- Coppa di Germania: 2

Rot-Weiss Essen: 1953
Karlsruher: 1956